# Komplexní řízení kvality
Komplexní řízení kvality (někdy také celkové řízení kvality, z anglického Total quality management, TQM) se skládá ze snah celé organizace zavést a udržovat trvalé prostředí, ve kterém organizace neustále zlepšuje svou schopnost poskytovat vysoce kvalitní produkty a služby pro zákazníky. Tento přístup čerpá z dříve vyvinutých nástrojů a technik řízení jakosti (ISO 9000, štíhlá výroba, Six Sigma), ale rozšiřuje je i na ostatní procesy.

## Vlastnosti
Neexistuje všeobecná shoda o tom, co komplexní řízení kvality je.
Klíčové pojmy v pojetí námořnictva Spojených států amerických v 80. letech 20. století:
- Kvalita je splnění nebo i předčení požadavků zákazníka.
- Top management má přímou odpovědnost za zlepšování kvality.
- Zvýšení kvality pochází ze systematické analýzy a zlepšování pracovních procesů.
- Zlepšení kvality je neustálá snaha a je prováděno v rámci celé organizace.

Námořnictvo používalo následující nástroje a techniky:
- PDCA cyklus řízení problému pro řešení všeho typu,
- ad hoc funkční týmy napříč organizace odpovědné za řešení bezprostředních problémů procesu,
- stálé funkční týmy napříč organizace odpovědné za zlepšování procesů v dlouhodobém horizontu,
- aktivní účast na řízení prostřednictvím řídících výborů,
- i použití sedmi základních nástrojů zlepšování kvality pro analýzu problémů, které souvisejí s kvalitou.

## Odkaz (dědictví)
Zájem o komplexní řízení kvality lze přibližně datovat od roku 1993. 
Systém TQM se svým implicitně definovaným přístupem k řízení kvality byl ovlivněn soubory norem ISO 9000 a jejich formálními postupy certifikace v devadesátých letech 20. století. Zájem podniků ve zlepšování kvality se také posunul, když úspěch Jacka Welche (výkonného ředitele GE) přilákal pozornost k systému Six Sigma a úspěch kvalitní japonské Toyoty přitáhl pozornost k systému štíhlé výroby, i když všechny tři systémy sdílejí mnoho stejných nástrojů, technik a významnou část stejné filozofie.